# Baylisascaris procyonis
Baylisascaris procyonis, česky označován jako škrkavka mývalí, je parazitická hlístice mývalů severních. Její název sestává ze jména H. A. Baylise, který ji studoval ve 20.–30. letech 20. století, a rodu ascaris, který zahrnuje významné střevní parazity.
Baylisaskarióza jako zoonotická infekce lidí je vzácná, ale velmi nebezpečná kvůli schopnosti larev parazita napadat mozkovou tkáň.

## Infekce
Baylisascaris procyonis se hojně vyskytuje u svého definitivního hostitele, mývala. Bylo zjištěno, že tento parazit má schopnost infikovat více než 90 druhů divokých a domácích zvířat včetně psů. U zvířat je nejčastější příčinou larvy migrans.
Potenciál pro infekci člověka objevil v roce 1969 Paul C. Beaver, který studoval infikované myši. První případ byl hlášen o 15 let později.
Lidská infekce B. procyonis je vzácná, od roku 1980 bylo hlášeno asi 30 případů. Nemoc způsobená tímto parazitem však může být velmi nebezpečná a způsobit závažné důsledky nebo smrt. Hlášená onemocnění postihla především děti a téměř všechny případy byly důsledkem požití kontaminované půdy nebo výkalů.
Některé infekce baylisaskariózy nicméně mohou mít subklinický nebo asymptomatický průběh.

## Přenos
V Severní Americe je míra infekce B. procyonis u mývalů velmi vysoká, vyskytuje se u přibližně 70 % dospělých a 90 % mladých mývalů. K přenosu dochází podobně jako u jiných druhů škrkavek fekálně-orální cestou.
Vajíčka jsou produkována červem ve střevě mývala, uvolněná vajíčka dozrají do infekčního stavu externě v půdě. Při požití infikovaného vajíčka se vylíhnou larvy, které se dostanou se do střeva hostitele. Mohou pak ale migrovat do dalších orgánů včetně mozku.

## Životní cyklus
Dospělá škrkavka žije a rozmnožuje se ve střevě svého definitivního hostitele, mývala. Samice škrkavky může produkovat 115 000 – 179 000 vajíček denně. Vylučují se spolu s výkaly a po 2–4 týdnech se v půdě stanou infekčními. Při požití jiným mývalem se životní cyklus opakuje.
Pokud však vajíčka pozře mezihostitel (malí savci, ptáci), larvy B. procyonis proniknou jeho střevní stěnou a migrují do tkání. Larvy mají tendenci migrovat do mozku, způsobovat zde škody a ovlivňovat chování mezihostitele, což z něj pro mývaly dělá snazší kořist.
V tělech mezihostitelů nedochází k rozmnožování škrkavky; pokud však mýval uloví infikovaného hostitele, larvy mohou dospět v mývalovi a cyklus se obnoví.

## Prevence
Nejdůležitější prevencí je poučení o nebezpečí kontaktu s mývaly nebo jejich výkaly.
Rodiče by měli vést děti k dodržování hygieny - mytí rukou po pobytu venku nebo kontaktu se zvířaty.
Důrazně se nedoporučuje chovat mývaly jako domácí mazlíčky.